# 特許
特許（とっきょ、英: Patent）とは、法令の定める手続により、国が発明者またはその承継人に対し、特許権（とっきょけん、産業上利用することができる新規の発明を独占的・排他的に利用できる権利。）を付与する行政行為である。
日本では他の意味でも特許という言葉が使われるので、この意味を明示するためにカタカナ語として「パテント」と呼ぶ場合もある。

## 概要
最も一般的な公開代償説によれば、特許は、有用な発明をなした発明者またはその承継人に対し、その発明の公開の代償として、一定期間、その発明を独占的に使用しうる権利（特許権）を国が付与するものである。そこで各国の特許法では法定の特許存続期間を設け、その期間をすぎると発明の実施が自由開放される仕組みとなっている。
特許権は、無体物（物（有体物）ではない、形のないもの）である発明に排他的支配権を設定するものであり、知的財産権のひとつとされる。日本の特許法においては、特許制度は、特許権によって発明の保護と利用を図ることにより、発明を奨励し、もって産業の発達に寄与することを目的とするとされている（特許法第1条）。

## 特許制度の歴史
英語で特許を意味する"patent"の語源は、ラテン語の"patentes"（公開する）であるといわれている。
中世ヨーロッパにおいては、絶対君主制の下で王が報償や恩恵として特許状を与え、商工業を独占する特権や、発明を排他的に実施する特権を付与することがあった。しかし、これは恣意的なもので、制度として確立したものではなかった。
イタリアのヴェネツィア共和国では、現在知られる限り最初の特許は、1421年に、ブルネレスキに与えられ、1474年には世界最古の成文特許法である発明者条例が公布された。このことから、近代特許制度はヴェネツィアで誕生したとされている。
1623年にイギリス議会で制定された専売条例は、それまでエリザベス1世とジェームズ王が塩税やデンプン税のため恣意的に認めてきた特許を原則禁止にした。例外的として発明と新規事業のみは、一定期間（最長14年間）に限って独占権を認めるとともに、権利侵害に対する救済として損害賠償請求を規定した。この条例の制定により特許制度の基本的な考え方が確立した。専売条例は後にジェームズ・ワットの蒸気機関（1769年）や、リチャード・アークライトの水力紡績機（1771年）などの画期的な発明がなされる環境を整え、英国に産業革命をもたらした。
1883年には、工業所有権の保護に関するパリ条約（パリ条約）が締結され、内国民待遇の原則、優先権制度、各国工業所有権独立の原則など、特許に関する国際的な基本原則が定められた。

### 日本
日本の特許制度は、明治維新後の1871年（明治4年）に最初の特許法である専売略規則（明治4年太政官布告第175号）の公布によって始まったが、この制度は利用されずに当局も充分な運用ができなかったため、翌年には施行が中止された。その後、1885年（明治18年）4月18日に本格的な特許法である専売特許条例（明治18年太政官布告第7号）が公布・施行された。これは、フランス特許法をモデルにした。1888年（明治21年）には、発明者に特許請求権を付与し一定の審査官によって出願を審査する審査主義を確立した特許条例（明治21年勅令第84号）、意匠条例、商標条例が公布され、1899年（明治32年）には旧特許法（明治32年法律第36号）を制定してパリ条約に加入した。1922年（大正11年）に施行された大正10年法では先願主義が採用され、現在の特許法の基礎が作られた。現行特許法（昭和34年法律第121号）は、1959年（昭和34年）に全面改正された昭和34年法を累次、部分改正したものである。

## 特許制度の意義
発明に対して特許制度により独占的権利を与える根拠としては、いくつかの説が提唱されている。それらを大別すると、基本権（自然権）説と産業政策説の2つに分けられる。現在では、産業政策説に属する公開代償説が最も広く受け入れられている。

### 基本権（自然権）説
発明に対する権利は、人間に与えられた基本的な権利（自然権）であるとする説。1791年のフランス特許法等で採用された考え方である。財産権説と受益権説に細分される。

#### 財産権説
発明に対する権利は財産権であるとする説。基本的財産権説とも呼ばれる。この説によれば、特許法は、権利を創設するのではなく、規制するものであるということになる。この説では、各国で独立して特許が与えられること（属地性）、複数の者が独自に同じ発明を完成しても最初に出願（または発明）した者しか権利を取得できないこと、出願をしなければ権利を取得できないことを説明することができない。

#### 受益権説
発明が社会に貢献した程度に比例して、その報酬を受ける権利があるとする説。基本的受益権説とも呼ばれる。この説では、上記の財産権説の矛盾に加えて、発明の社会への貢献度とその報酬とが必ずしも比例しないことを説明することができない。

### 産業政策説
発明に対する権利は、国の産業政策として発明の権利保護を図るために与えられるとする説。公開代償説、発明奨励説、過当競争防止説（競業秩序説）に細分される。

#### 公開代償説
仮に、発明者に独占権を認めないとすると、発明が他人に模倣されてしまうために、発明者は発明を秘密にし、その結果、発明が社会的に活用されないことになる。このため、新規で有用な発明を世の中に提供した代償として、一定期間、その発明を排他的に独占する権利を付与するとする説で、現在最も広く支持されている説である。秘密公開説、代償説とも呼ばれる。この説に基づき、発明の権利を得るには原則的に発明の公開が求められているが、TRIPS協定では秘密特許(通称)など知的財産権に対する優先事項が極一部に限り認められている。

#### 発明奨励説
仮に、発明者に独占権を認めないとすると、発明者は自ら発明したにもかかわらず他者に対して優位な立場に立つことができず、発明を行ったり、それを事業に結びつける意欲を失い、その結果、発明が社会的に活用されないことになる。そこで、発明を奨励するために、一定期間、その発明を排他的に独占する権利を付与するとする説である。刺激説とも呼ばれる。

#### 過当競争防止説
仮に、発明者に独占権を認めないとすると、発明が他人に模倣されてしまうために、発明者や企業は、他人の発明を模倣することや、自分の発明を模倣されないようにすることへ注力し、過当競争状態が生じ、発明自体に対する意欲や投資のインセンティブが働かない。そこで、過当な競争を防止するために、一定期間、その発明を排他的に独占する権利を付与するとする説である。競業秩序説とも呼ばれる。

## 批判
ノーベル経済学賞を受賞した経済学者ジョセフ・スティグリッツは、適切に設計されていない知的財産権は諸刃の剣であり、技術革新を生み出すための研究投資に動機付けを与える一方で、知識の拡散を阻害する要因も働くと述べる。これは、企業が集団的知性から得られるものを最大化することを促進する一方、その貢献を最小化することも促進するためであり、その場合には技術発展は阻害されてしまう。
同じくノーベル経済学賞を受賞した経済学者エリック・マスキンは、ソフトウェア産業のような技術革新が間断なく起こる産業においては、特許の基準を厳格にするよりも、特許制度を廃止した方がよいかもしれないと論じる。ソフトウェア産業では、先に起きた小さな技術発展をもとにして次の小さな進歩が起きるというように、ドミノ倒し式に技術発展する構造となっている。多くの独占者が行うように、特許権者は高額なライセンス料を課す。これによって各々の小さな進歩が妨げられ、全体としてイノベーションが阻害されてしまう。
米国では、特許政策によって制御のきかない独占が数十年間も製薬会社に許されていた。このため、米国民は他の先進国の2倍の価格で処方薬剤を購入している。一方、米国以外の先進国では、特許による独占の一方で、薬価統制や薬価交渉等の政策により、製薬会社が独占を悪用することに一定の制限を課している。

## 特許検索サービス
各国では、特許庁等が公的な特許検索サービスを提供している。日本では独立行政法人工業所有権情報・研修館が運営する特許情報プラットフォーム (J-PlatPat) があり、特許以外にも実用新案、意匠及び商標等の産業財産権をインターネット上で調べることができる。日本以外では、欧州特許庁 (EPO) のEspacenetが代表的である。
一方、民間企業も有料又は無料のサービスを提供している。GoogleのGoogle Patentsでは、日米欧を含む17ヶ国・機関が発行した特許文献を無料で検索できる。国際的なサービスとしては、Clarivate Analytics（旧トムソン・ロイター）、ProQuest Dialog、STN（FIZ Karlsruhe）、日本国内でのサービスとしては、Shareresearch（日立製作所）、CyberPatent Desk（サイバーパテント）、Japio-GPG/FX（日本特許情報機構）等がある。

## 特許マップ
特許マップは、特許情報を利用目的に応じて加工・分析して、図面、グラフ、表などで視覚的に表したもので、パテントマップとも呼ばれる。特許マップは、技術開発の動向や課題等を把握するために用いられる。

## その他
- パテントレザー - エナメル加工された皮革素材は特許技術であったためこの呼び方がされている。